# Педро Фігарі
Педро Фігарі, також Педро Фіґарі (ісп. Pedro Figari, Монтевідео, 29 червня 1861 — Монтевідео 24 липня 1938) — уругвайский художник, адвокат, політик, журналіст, філософ і письменник.
Народився в Монтевідео. У 1886 році закінчив факультет права Республіканського університету в Монтевідео. У тому ж році він одружився з Марією де Кастро Каравіа і вирушив до Європи, де сім'я провела кілька років. 1887 року народилася їх перша дитина, Елізабет, яка померла незабаром після народження, а потім народжуються Марія Єлена, Мерседес, Марія Маргарита, Марія Делія, Хуан Карлос, Марія Ізабель, Емма і Педро.
Починав свою діяльність як юрист і журналіст. У 1896 році взяв на себе захист молодого солдата, якого звинувачували у вбивстві політичного активіста Національної партії. Це був один з найгучніших процесів в країні в кінці дев'ятнадцятого століття. Бувши твердо переконаним у невинності обвинуваченого, він домігся врешті-решт виправдання свого підзахисного. За результатами процесу в 1898 році він опублікував брошуру «Судові помилки». Також видав книгу «Смертна кара», в якій відстоював свою позицію про скасування смертної кари, що згодом призвело до її скасування в Уругваї.
Педро Фігаро став активно займатися політикою. У 1986—1898 роках був депутатом парламенту від департаменту Роча, а з 1899 по 1903 рік — від департаменту Мінас (нині департамент Лавальєха). Пізніше він входив до складу Державної ради.
У 1905—1915 роках був радником в «Банко де ла Републіка Орьенталь дель Уругвай».
1909 року стало членом директорату, а з 1915 по 1917 рік — директором Національної школи мистецтв і ремесел.
З 1921 року жив в столиці Аргентини Буенос-Айресі. Підтримував дружні стосунки з Хорхе Луїсом Борхесом, Рікардо Гуїральдесом, Оліверіо Хірондо.
У 1925 році переїздить до Парижа.
У 1928—1933 роках жив у Лондоні, де деякий час працював послом Уругваю в Великої Британії.
У останні роки життя (з 1935 року) — радник з мистецтва міністерства народної освіти.
У 1912 році Фігаро опублікував в Монтевідео своє філософське есе «Мистецтво, естетика, ідеал», на цю роботу йому було потрібно два роки самовідданої праці, це есе було переведено на французьку мову франко-аргентинцем Шарлем Леска і опублікована в Парижі в 1920 році з передмовою Анрі Делакруа.
Але найбільшу популярність Фігаро отримав як живописець. Навчався живопису у італійського художника Годофредо Соммавільї, який був другом його батьків. Серйозно зайнявся живописом багато пізніше, лише у віці 60 років. Писав в стилі постімпресіонізму. Найбільш відомі роботи: «Танець негрів» (1923), «Похорон негра» (1924), «Пампа» (1927), «Заїжджий двір».

## Спадщина
Іменем Педро Фігаро названі: Національна школа мистецтв, музей в Монтевідео, а також один із залів Муніципального музею красних мистецтв, де в постійній експозиції знаходиться частина робіт художника.

## Картини художника

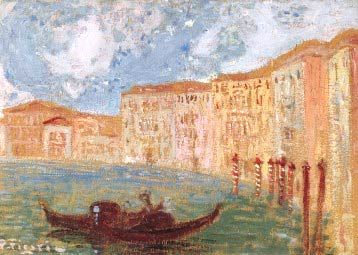
Венеція
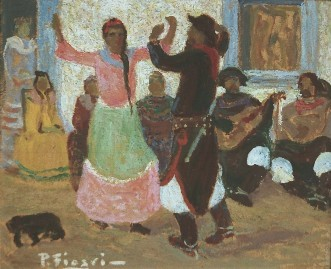
Танок
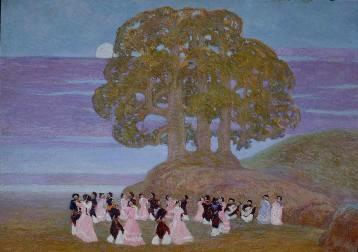
Креольський танок
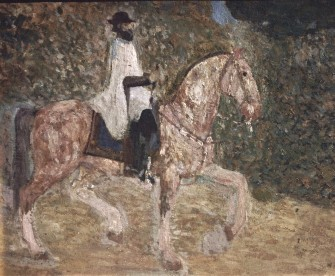
Сільський чоловік
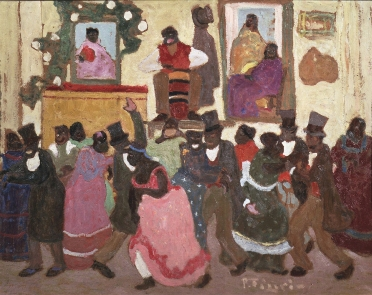
Кандомбе (африканський танець)
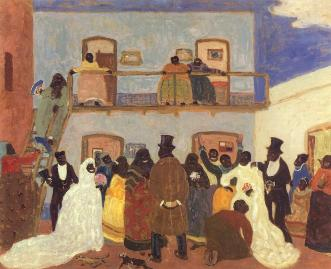
Подвійне весілля
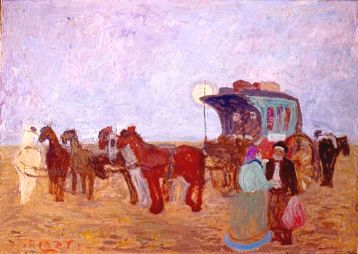
Посадка пасажирів
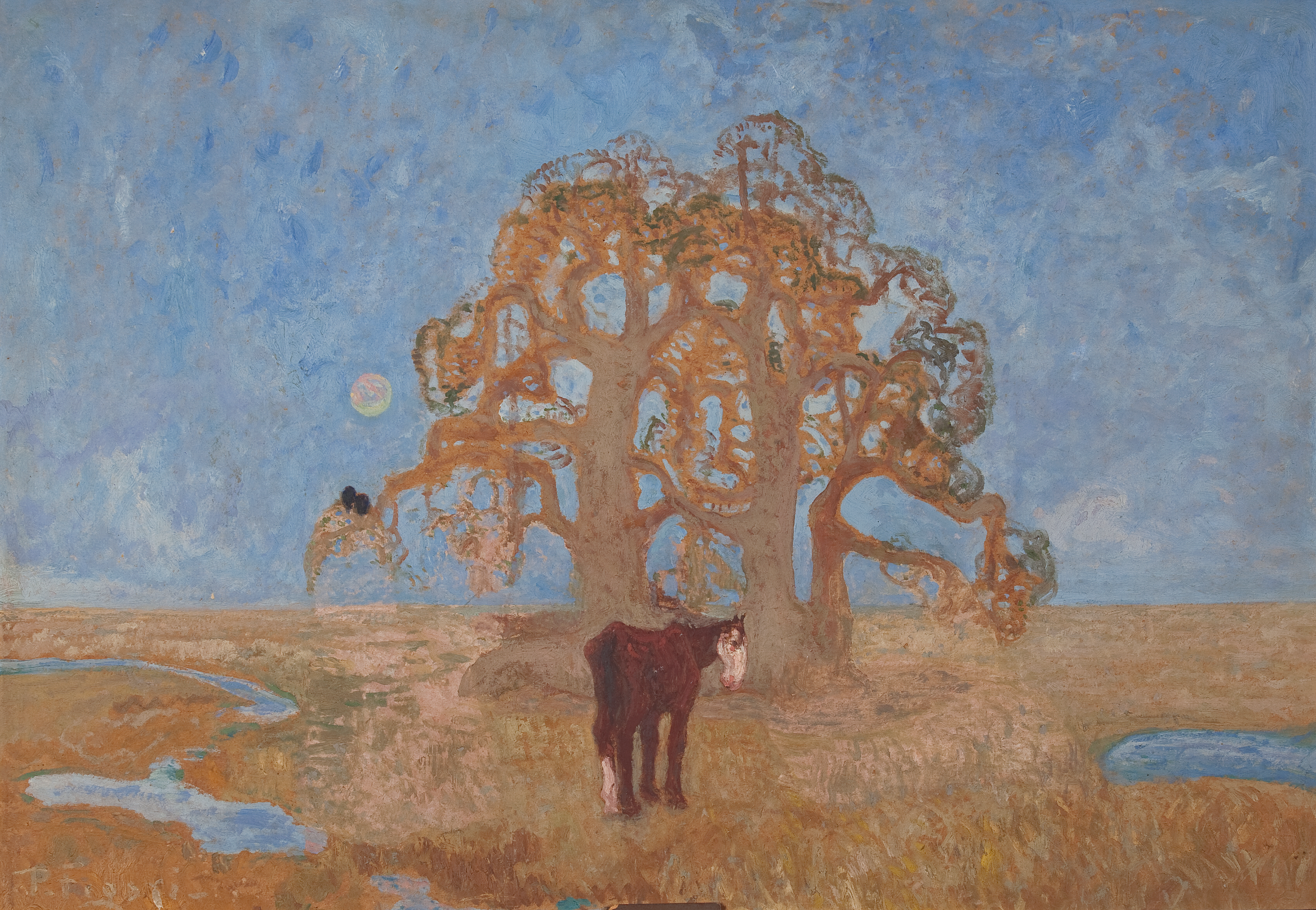
У пампі
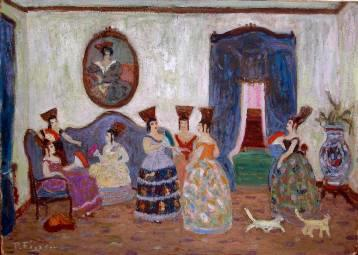
Сім сестер
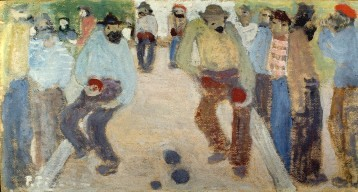
Поки котиться куля
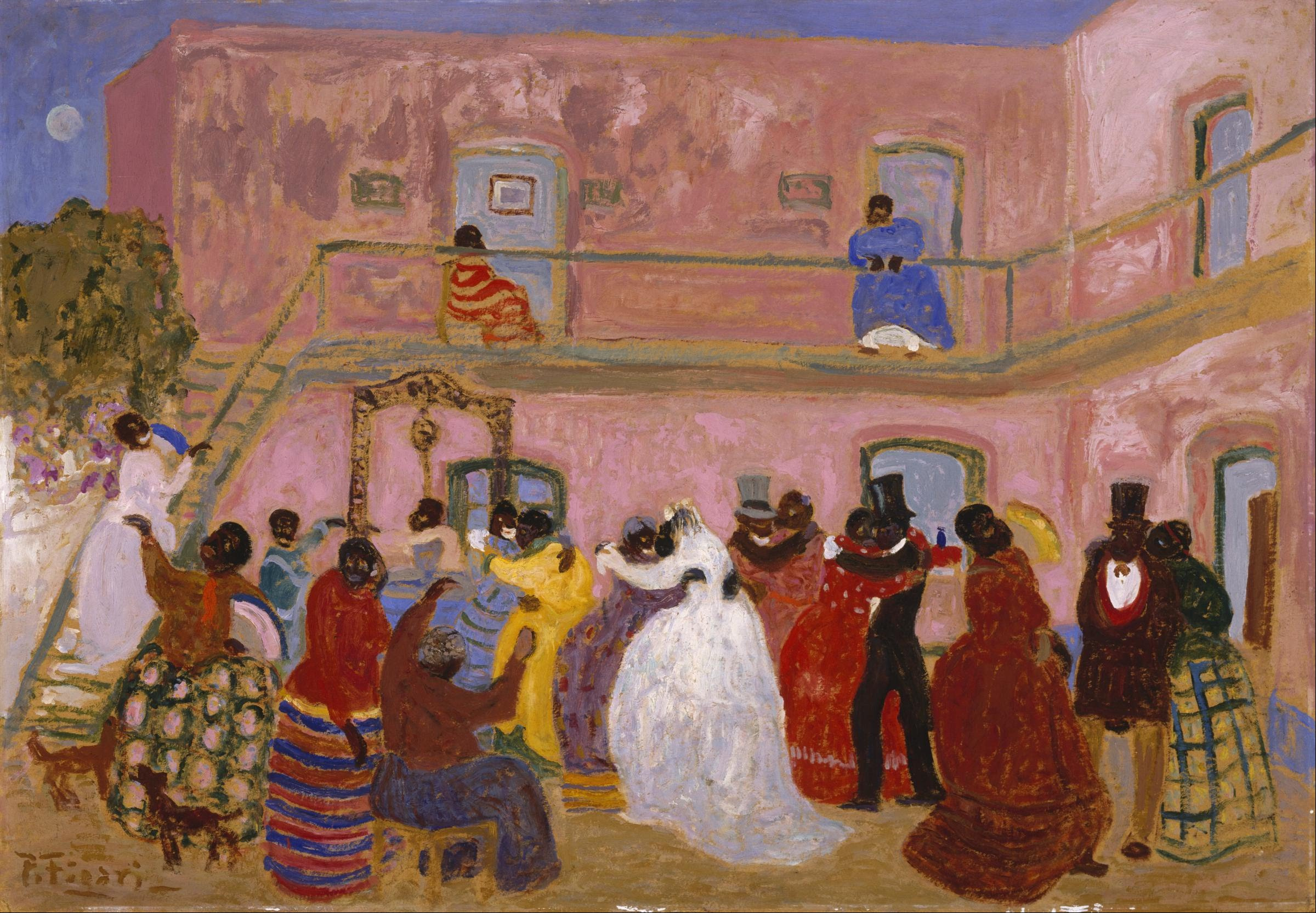
На медовий місяць
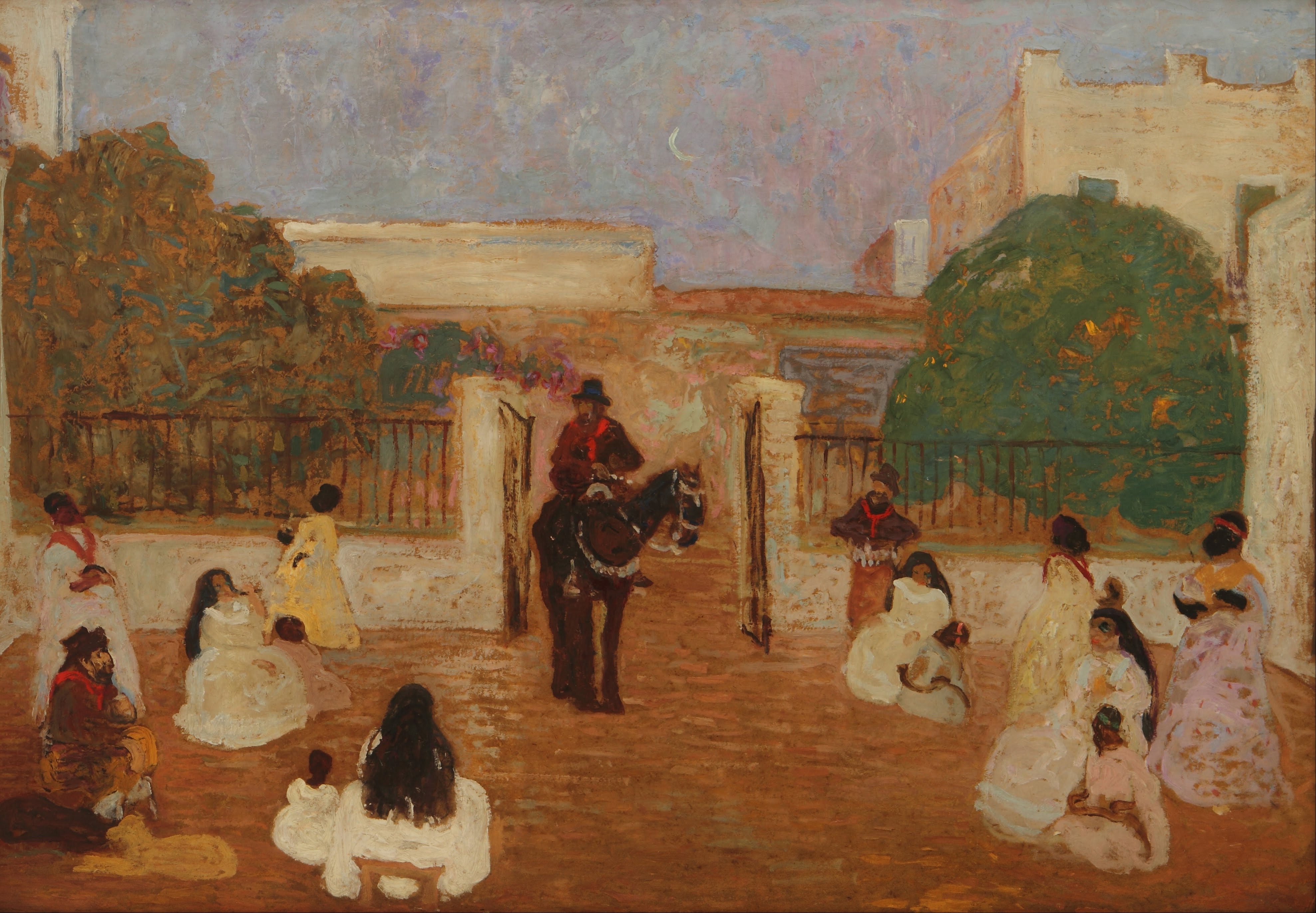
Гаучо Кандіоті